# Sint-Nicolaaskerk (Oude Stad Praag)
De Sint-Nicolaaskerk (Tsjechisch: Kostel svatého Mikuláše) is een kerk in de Oude Stad van de Tsjechische hoofdstad Praag.
De kerk, gelegen aan de noordwestzijde van het Oudestadsplein, werd tussen 1732 en 1737 gebouwd naar ontwerp van de architect Kilian Ignaz Dientzenhofer. Het bouwwerk in barokstijl is gewijd aan de heilige Nicolaas van Myra.